# 썸머 고스트
썸머 고스트(サマーゴースト, Summer Ghost)는 일본에서 제작된 라운드로 감독의 2021년 애니메이션, 드라마, 판타지 영화이다. 카와에이 리나 등이 주연으로 출연하였다.

## 출연

### 주연
- 카와에이 리나
- 시마자키 노부나가